# ذوعلل (روستا)
 ذوعلل  (در عربی:  ذُوعَلل )
نام روستایی است در دهستان بیت العِمّاد از توابع استان اِب در کشور یمن در شبه جزیره عربستان.

## جمعیت
جمعیت آن (۹۹ ) نفر (۸ خانوار) می‌باشد.